# 呉軍港空襲

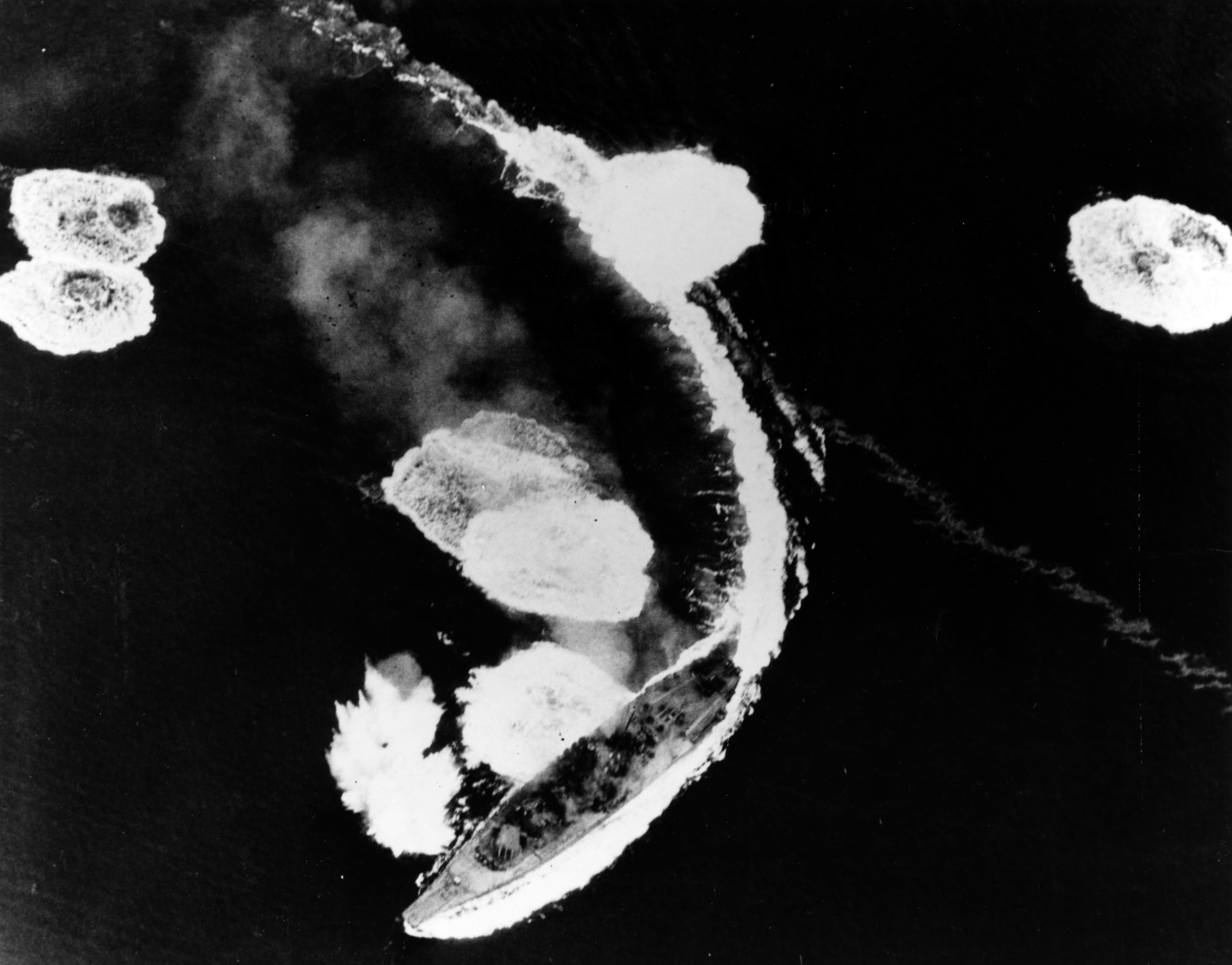
3月19日、回避行動を行う戦艦「大和」（空母ホーネット機撮影）。

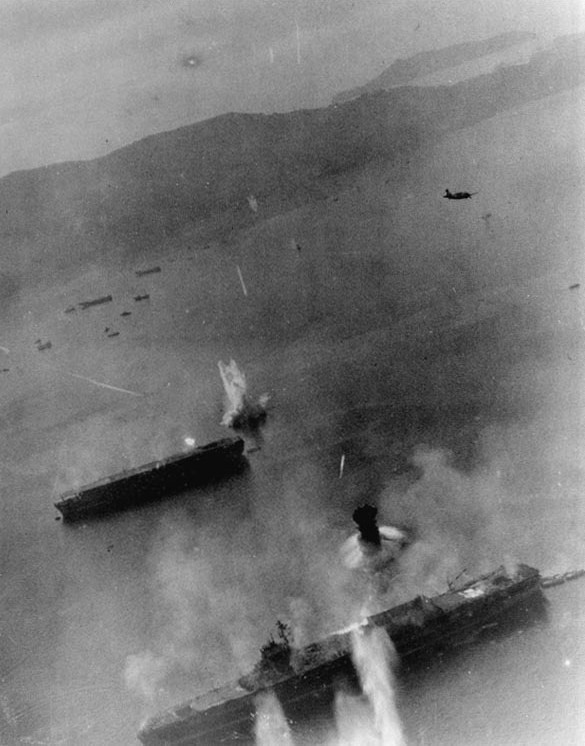
3月19日、空襲を受ける軽空母「海鷹」と雲龍型航空母艦。

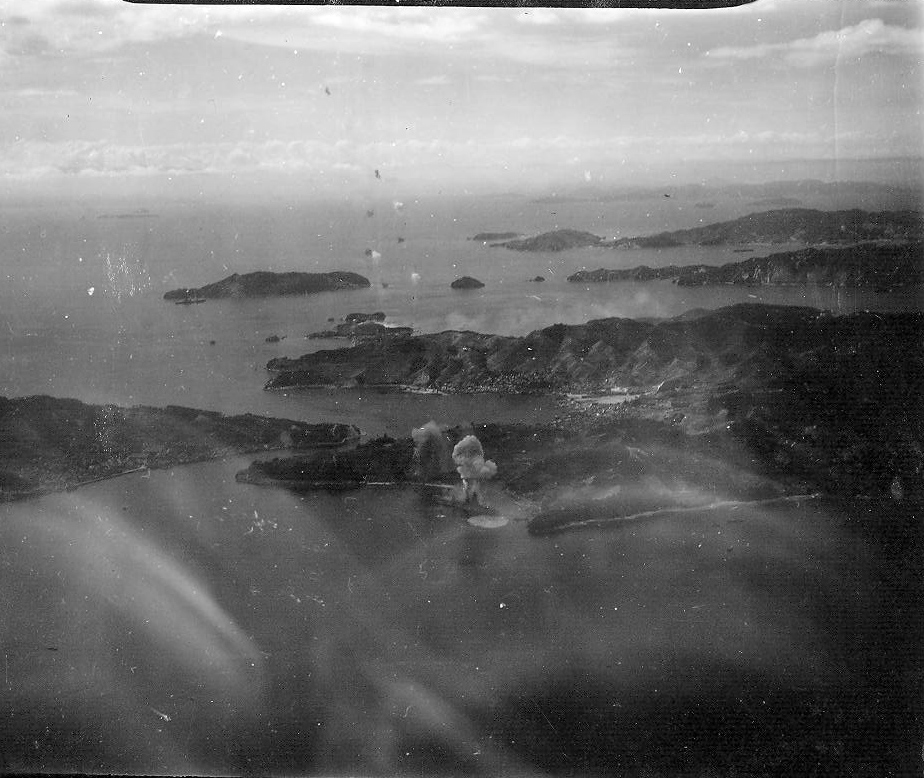
音戸町坪井沖で爆撃を受ける戦艦「伊勢」。右が倉橋島で左の海峡が音戸の瀬戸、左が呉市本土。左奥に戦艦「日向」、右奥に微かながら空母「阿蘇」の姿も確認できる。

呉軍港空襲（くれぐんこうくうしゅう）は、太平洋戦争中、1945年（昭和20年）の3月19日、7月24日、7月25日、7月28日、7月29日など複数回に渡って行われたアメリカ海軍を中心とした連合国軍空母機動部隊航空隊、及び、沖縄伊江島のアメリカ陸軍航空軍による呉軍港および瀬戸内海西部への空襲作戦。
3月19日は沖縄戦の前哨戦として、アメリカ海軍のレイモンド・スプルーアンス提督（第5艦隊）隷下マーク・ミッチャー提督の第58任務部隊より飛来した艦上機約350機が攻撃をおこなった。7月両日はウィリアム・ハルゼー提督（第3艦隊）隷下の第38任務部隊およびイギリス海軍の太平洋艦隊（第37任務部隊）より出撃した約950機による空襲。日本側は戦闘機、地上の砲台、艦艇の対空砲（高角砲、機銃）により抵抗したが、多数の艦艇が着底、航行不能などの被害を受けた。
なお、この空襲とは別に、1945年5月5日に隣接地域にある広工廠空襲、6月22日に軍港内の呉工廠造兵部空襲、呉市街地が7月1日深夜から2日未明にかけて戦略爆撃（呉市街空襲）を受けている。

## 概要

### 3月の空襲
呉鎮守府の司令長官は金沢正夫中将であった。また九州に第五航空艦隊（司令長官宇垣纏中将）が配備され、各航空部隊が連合軍海上部隊への邀撃準備をおこなっていた。第七二一海軍航空隊（司令岡村基春大佐）には特攻兵器「桜花」が配備され、対艦攻撃の主力と期待されていた。第七六二海軍航空隊の銀河部隊がアメリカ軍空母機動部隊の根拠地ウルシー環礁に対する第二次丹作戦を発動し特攻を敢行したが、成果は正規空母1隻が中破したのみ。アメリカ空母機動部隊は健在であった。
3月18日、マーク・ミッチャー中将が率いる第58任務部隊（空母機動部隊）から攻撃隊が発進、日本列島西部の各地（九州、四国、紀伊半島）に空襲を敢行する。日本軍は第五航空艦隊など基地航空隊を基幹とする航空部隊で反撃し、航空戦が繰り広げられた。特攻隊も出動した。
第58任務部隊は高知県室戸岬のおよそ80キロ沖にまで進出し、3月19日の航空攻撃を開始した。日本軍航空隊も反撃し、第七六二海軍航空隊の銀河1機（艦上爆撃機・彗星三三型という資料もある）がアメリカ海軍空母「フランクリン」を攻撃し二発の徹甲爆弾が飛行甲板を貫通し格納庫で炸裂し弾薬、火薬に誘爆、甲板上で出撃準備をしていた多数の艦載機へ次々と誘爆した。大損傷を受けた「フランクリン」は懸命の応急処置により辛うじて沈没だけは免れたが、甚大な被害状況のため米本土に帰還し、終戦まで戦線を離脱した。空母「ワスプ」も損傷でしばらく戦線を離脱した。
第58任務部隊の艦上機に対しては松山基地の第三四三海軍航空隊（司令源田実大佐）が紫電改部隊を邀撃に向かわせ、呉を攻撃中の艦載機を迎撃し58機（アメリカ海軍側の記録では14機）を撃墜した。
攻撃隊は第二艦隊（司令長官伊藤整一中将）旗艦にして第一航空戦隊所属の戦艦「大和」に至近弾を与えたが、損害は軽微であった。呉港や瀬戸内海に展開していた第二水雷戦隊や第三十一戦隊各艦も健在であった。

### 7月の空襲
7月24日の空襲では第三四三海軍航空隊が再び迎撃に向かい16機を撃墜。
7月28日の空襲では22機を撃墜した。
それまで健在だった艦艇も、7月の二度におよぶ空襲で損害が積み重なり、次々に戦闘不能になった。航空戦艦「伊勢」は2番主砲の砲身を仰角にあげた状態で大破着底、姉妹艦「日向」が艦首や艦橋に直撃弾を受けて大破着底した。
一連の戦いで日本の乗組員約780人が戦死、約2000人が戦傷した。上記のように連合国軍にも損失を与えたものの、工廠施設が破壊され、戦略爆撃の一環として瀬戸内海の要所にB-29から機雷を投下されたことから、呉軍港は母港としての機能を完全に失った。

## 主な被害艦

### 3月19日
戦艦
- 榛名：小破
- 日向：小破
- 大和：軽微

航空母艦
- 天城：小破
- 葛城：軽微
- 鳳翔：軽微
- 海鷹：軽微
- 龍鳳：中破
- 生駒：小破（神戸大空襲）
- しまね丸：小破（神戸大空襲）

巡洋艦
- 利根：小破
- 大淀：中破

潜水艦
- 呂67：小破
- 伊400：小破

### 7月24日、28日

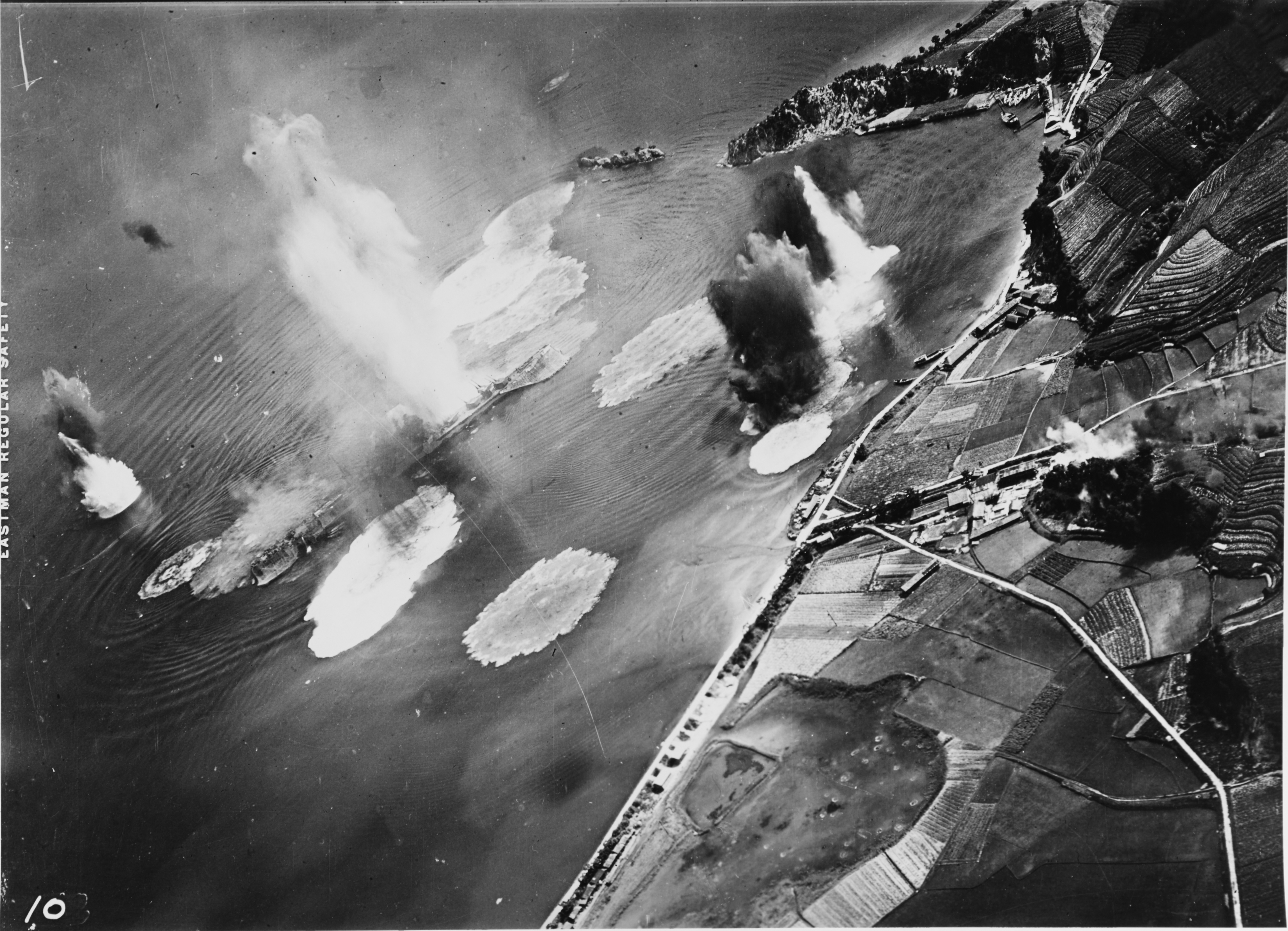
対空戦闘をおこなう「利根」（1945年7月24日）

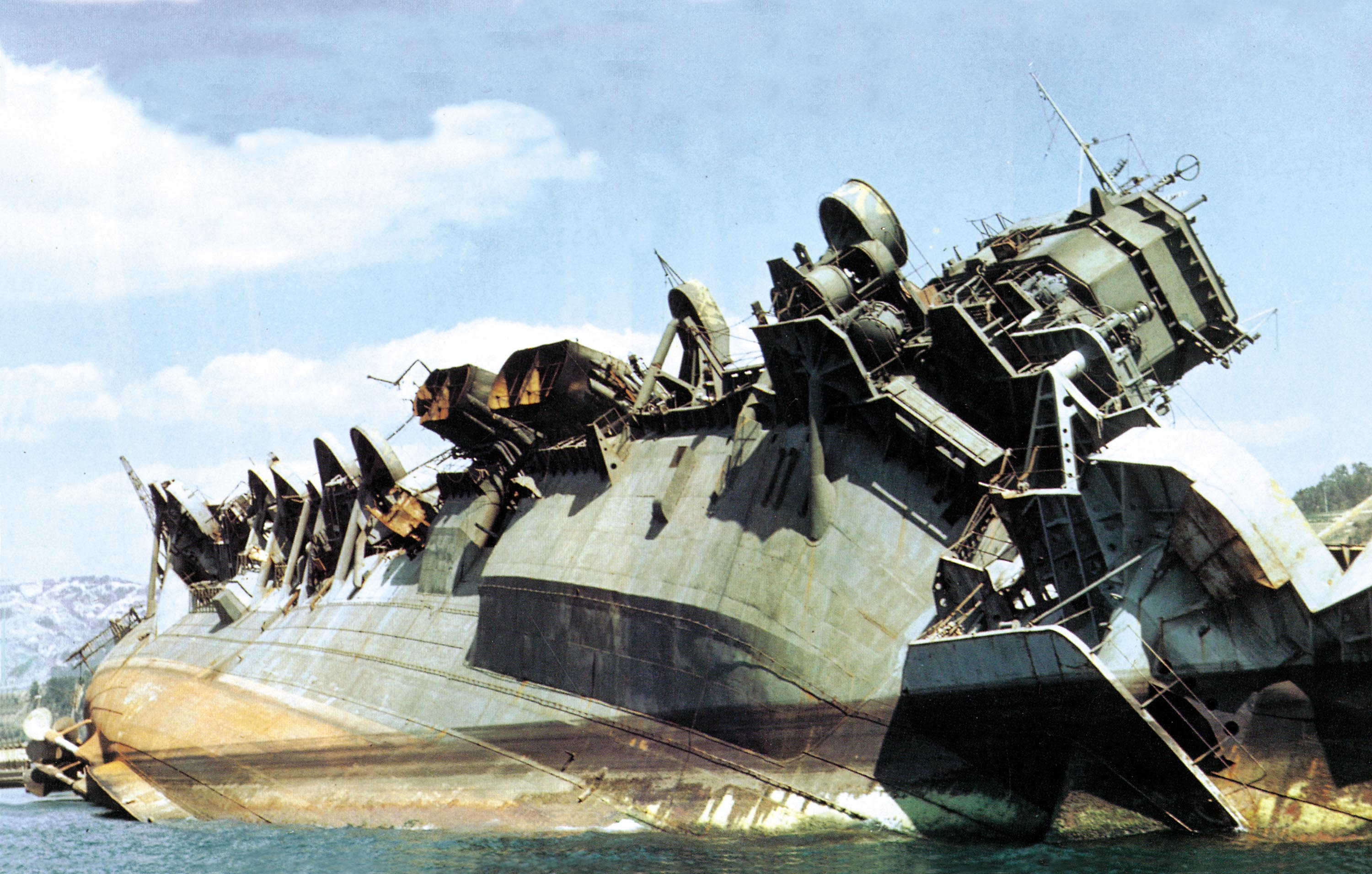
空襲により横転着底した空母「天城」

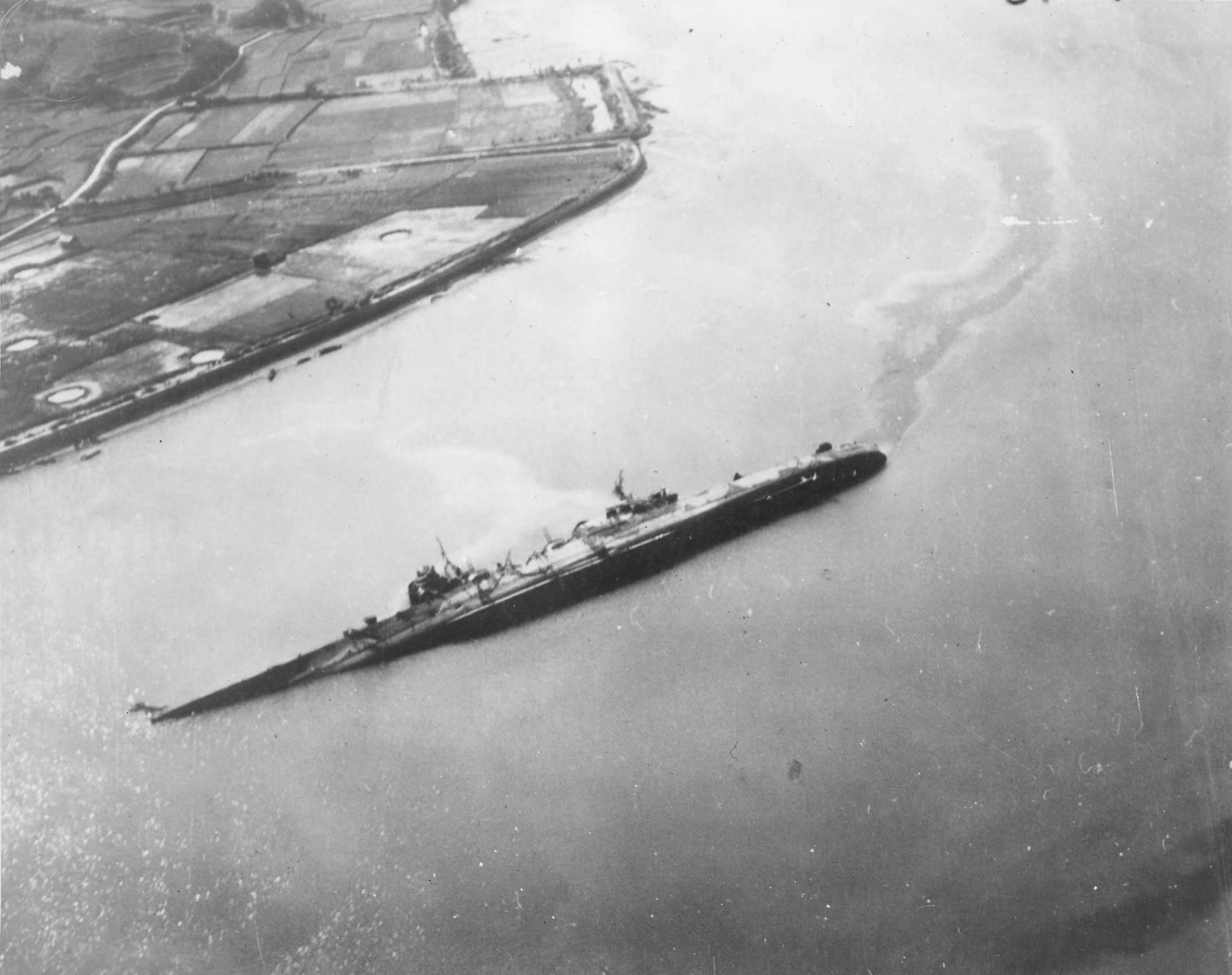
大破転覆した巡洋艦「大淀」

#### 呉軍港近郊での被害
＊日付の無いものは両日の被害の結果
戦艦
- 榛名：大破着底[4][5]
- 伊勢：大破着底[6][7]
- 日向：大破着底[8]

航空母艦
- 天城：大破[9]、横転着底[10]
- 葛城：中破（飛行甲板大破孔[11]、格納庫隔壁破損）[12]
- 鳳翔：損傷[13]
- 龍鳳：損傷[14][15]

巡洋艦
- 磐手：7月26日着底[16]
- 出雲：浸水により転覆[17][18]
- 青葉：大破着底[19][20]
- 利根：大破着底[21]
- 北上：7月24日大破
- 大淀：大破転覆[22]
- 八雲 : 中破

駆逐艦
- 宵月：7月24日損傷
- 梨：7月28日沈没
- 樺：7月24日損傷
- 朝顔：7月28日損傷

建造中の艦艇
- 阿蘇：7月28日火災発生。側面に損傷[23]。
- 伊404：大破、機密保持のために自沈処分

#### 呉軍港以外での被害
- 摂津：7月24日大破着底（広島湾江田島大須海岸）[24]
- しまね丸：7月24日、香川県志度湾で第37任務部隊の攻撃で大破着底。
- 海鷹：7月28日被爆[注釈 1]（大分県別府湾）
- 駒橋：7月28日大破着底（三重県尾鷲港）
- 伊号205：建造中、7月28日沈没（倉橋島）
- 萩：7月24日損傷（山口県祝島南方）
- 椿：7月24日損傷（岡山沖）

## 戦災概況
日本の降伏後、連合軍が進駐した。将兵は、呉港や桂島泊地で損傷したり沈没した各艦を撮影し、記録に残した。
修理可能の艦艇のうち、一部は第二復員省より復員輸送艦に指定され、復員事業に従事した。
呉海軍工廠を引き継いだ播磨造船は、行動不能艦艇の解体を請け負った。解体されるまで、大破着底した「伊勢」に民間人が住み着いたこともあったという。

## 呉空襲を描いた作品
- こうの史代『この世界の片隅に』（『この世界の片隅に (映画)』）
- 福井晴敏『終戦のローレライ』

### 注
1. ↑  7月24日に触雷し、排水作業のため別府湾岸に擱座する。7月28日の空襲で爆弾1発が命中し発電機損傷、停電のため排水ポンプが作動せず浸水が増大し船体放棄された。